# テンプルの福の神
『テンプルの福の神』 (テンプルのふくのかみ、Poor Little Rich Girl) は1936年制作のアメリカ合衆国の映画。デイヴィッド・バトラー監督のミュージカル。シャーリー・テンプル主演作。
シャーリー・テンプルの代表作の一つ。映画でシャーリー・テンプルが歌う歌としては「オー・マイ・グッドネス」や、「ユーヴ・ガッタ・イート・ユア・スピナッチ、ベイビー」や、アリス・フェイやジャック・ヘイリーといっしょに踊る「アイ・ラブ・ア・ミリタリー・マン」が有名。

## キャスト
- バーバラ・バリー： シャーリー・テンプル
- ジェリー・ドーラン： アリス・フェイ
- キャプテン・ナズロ： ジャック・ヘイリー
- マーガレット・アレン：グロリア・スチュアート
- コリンズ：サラ・ヘイデン
- ウッドワード：ジェーン・ダーウェル

## ストーリー
バーバラ・バリーのお金持ちの父親は忙しすぎて彼女と一緒に時間を過ごす事ができない。バーバラ・バリーは行方不明になり、新しい友人と知り合いラジオのスターになる。